# La colmena (película)
La colmena es una película española dirigida por Mario Camus en 1982.

## Argumento
La historia está ambientada en el Madrid de la posguerra (1943). La población sufre las consecuencias de la Guerra Civil. Un grupo de tertulianos se reúnen todos los días en el café La Delicia. Estos personajes incluyen:
- Doña Rosa (María Luisa Ponte) es la dueña de la céntrica cafetería ''La Delicia'' que la mayoría de otros personajes frecuentan. Es estricta y amenaza a su personal y a sus clientes con violencia física y con acusarles de crímenes políticos, para que trabajen incansablemente y paguen sus consumiciones.
- Varios poetas sin dinero, extraoficialmente liderados por Ricardo Sorbedo (Paco Rabal), se reúnen en la cafetería pidiendo la mínima consumición y a menudo convenciendo al académico Don Ibrahim (Luis Escobar) para que les invite en un juego de estafa que Ibrahim comprende y aprueba para tener la simpatía de alguna persona, puesto que él mismo, siendo adinerado en comparación con los poetas, anda escaso de apoyos entre sus pares. Los otros poetas, incluidos Rubio Antofagasta (Mario Pardo) y Ramón Maello (Francisco Algora), buscan fortuna optando en vano a los premios de competiciones literarias.
- Martín Marco López (José Sacristán) es otro escritor con aún menos suerte que los otros, y menos dinero todavía. Vive de la caridad que su hermana Filo (Fiorella Faltoyano) le ofrece a espaldas del marido de ella, que considera a Martín un vago. Martín pernocta gratis en un burdel porque la madame aprecia la amistad que Martín había tenido con el difunto hijo de ella. Él representa abiertamente a los intelectuales de posguerra.
- Julián "La Fotógrafa" Suárez (Rafael Alonso) es un homosexual amanerado que vive con su anciana madre Doña Margot en el mismo edificio que Filo. Él corteja a Pepe (Antonio Resines), un hombre más joven que puede defenderle contra los prejuicios, y a cambio Julián intenta asegurar el futuro profesional de Pepe. Cuando la madre de Julián se suicida, Julián y Pepe son arrestados por homicidio, reflejando los prejuicios a la homosexualidad, y Martín también por su aspecto de indigente.
- Mario de la Vega (Agustín González) es un burgués adinerado que alardea de su fortuna, por ejemplo fumando buenos puros, y afirma haber conseguido su dinero trabajando, cuando en realidad ha ascendido social y económicamente por estar en el bando ganador. Representa a la clase social que se benefició del temprano franquismo.
- Leonardo Meléndez (José Luis López Vázquez) es un granuja y estafador de medio pelo que intenta conseguir financiación para negocietes condenados al fracaso, y así quedarse con el dinero adelantado. Vive en una pensión, liando a las personas en su entorno para escamotear comida. Tiene experiencia trabajando en teatro, y se enorgullece de su tiempo en prisión, fingiendo que fue por motivos dignos cuando en realidad robaba comida.
- Tesifonte Ovejero (Saza) es uno de los compañeros de pensión de Meléndez. Fumador crónico con preocupante tos, se niega a dejar el tabaco porque es el único placer que le queda (Meléndez a menudo se ofrece a quedarse el carnet de fumador de Ovejero, fingiendo que es por hacerle un favor). Meléndez intenta ayudar a Ovejero a triunfar con las mujeres, pero Ovejero acaba buscando pareja por su cuenta.
- Ventura Aguado (Emilio Gutiérrez Caba) es el otro compañero de pensión. Intenta sacarse la oposición a notario, alegando que no lo consigue porque no sacan plaza. Sólo cuando tenga ese puesto, su novia Julita (Victoria Abril) consentirá a casarse con él. Él busca formas de estar con ella antes de la boda, por ejemplo alquilando una habitación, pero a ella le parecen degradantes.
- Victorita (Ana Belén) está enamorada de un hombre tísico (Imanol Arias), contra los deseos de su madre. Ella trata de ganarse la vida con el baile, pero se ve obligada a derivar hacia la prostitución y encontrarse así con de la Vega.

## Comentario
Película basada en la novela homónima de Camilo José Cela. El escritor tiene un pequeño papel en la película interpretando a Matías. Con un presupuesto de 90 millones de pesetas, cifra importante para la época, el filme contó con un extenso plantel de figuras del cine español así como con una cuidada ambientación. 
Fue un gran éxito de taquilla, con casi millón y medio de espectadores, y recibió diversos galardones, como el Oso de Oro a la mejor película en el Festival de cine de Berlín.

## Producción
Entre las localizaciones de rodaje de esta película se encuentra el café Gijón de Madrid.

## Ficha artística
- José Sacristán (Martín Marco López)
- Victoria Abril (Julita)
- Francisco Algora (Ramón Maello)
- Rafael Alonso (Julián Suárez)
- Ana Belén (Victorita)
- José Bódalo (Don Roque)
- Mary Carrillo (Doña Asunción)
- Camilo José Cela (Matías)
- Queta Claver (Doña Matilde)
- Luis Escobar (Don Ibrahim)
- Fiorella Faltoyano (Filo)
- Agustín González (Mario de la Vega)
- Emilio Gutiérrez Caba (Ventura Aguado)
- Rafael Hernández (Padilla)
- Charo López (Nati Robles)
- José Luis López Vázquez (Leonardo Meléndez)
- Antonio Mingote (señor de luto)
- Mario Pardo (Rubio Antofagasta)
- Encarna Paso (madre de Victorita)
- María Luisa Ponte (doña Rosa)
- Elvira Quintillá (doña Visitación)
- Francisco Rabal (Ricardo Sorbedo)
- Antonio Resines (Pepe El Astilla)
- José Sazatornil (Tesifonte Ovejero)
- Elena María Tejeiro (Señorita Elvira)
- Ricardo Tundidor (Roberto)
- Concha Velasco (Purita)
- Manuel Zarzo (Consorcio)
- Imanol Arias (Tísico)
- Luis Barbero (Pepe)
- Luis Ciges (Don Casimiro)
- Marta Fernández Muro (Amparito)
- Miguel Rellán
- Ana María Ventura

## Palmarés cinematográfico
Festival Internacional de Cine de Berlín
| Categoría                      | Resultado |
| ------------------------------ | --------- |
| Oso de Oro a la mejor película | Ganadora  |

Fotogramas de Plata 1982
| Categoría           | Persona        | Resultado |
| ------------------- | -------------- | --------- |
| Mejor actor de cine | José Sacristán | Ganador   |

38.ª edición de las Medallas del Círculo de Escritores Cinematográficos
| Categoría               | Persona            | Resultado |
| ----------------------- | ------------------ | --------- |
| Mejor película          | Mejor película     | Ganadora  |
| Mejor director          | Mario Camus        | Ganador   |
| Mejor actor             | Rafael Alonso      | Ganador   |
| Mejor actor de reparto  | Luis Barbero       | Ganador   |
| Mejor actriz de reparto | Mary Carrillo      | Ganadora  |
| Mejor guion             | José Luis Dibildos | Ganador   |
| Mejor música            | Antón García Abril | Ganador   |
| Mejor ambientación      | Ramiro Gómez       | Ganador   |

Premios de la ACE (Nueva York)
| Categoría               | Persona           | Resultado |
| ----------------------- | ----------------- | --------- |
| Mejor película          | Mejor película    | Ganadora  |
| Mejor actor             | José Sacristán    | Ganador   |
| Mejor actor de reparto  | Rafael Alonso     | Ganador   |
| Mejor actriz de reparto | María Luisa Ponte | Ganadora  |